# Fonts baptismaux de Courpignac

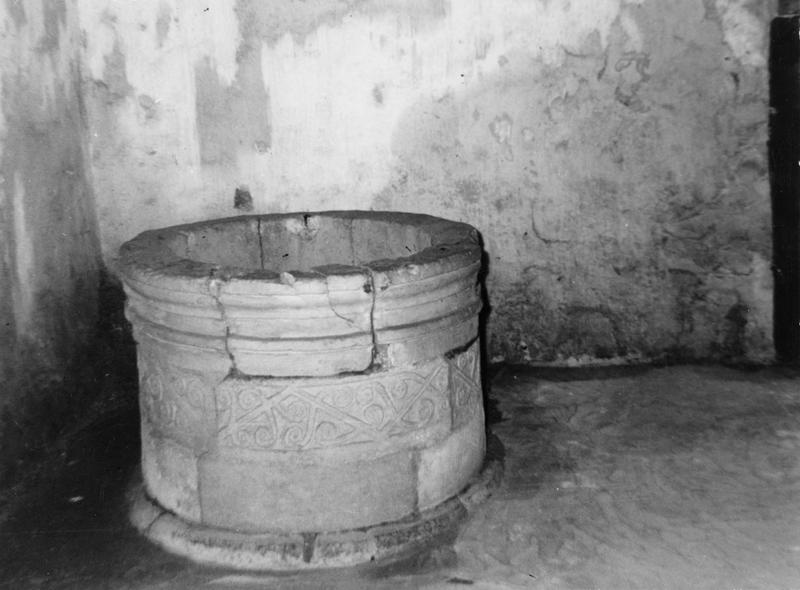
Fonts baptismaux à Courpignac

Les fonts baptismaux de l'église Saint-Pierre à Courpignac, une commune du département de la Charente-Maritime dans la région Nouvelle-Aquitaine en France, sont créés au Moyen Âge. Les fonts baptismaux en pierre de l'art roman sont depuis 1966 classés monuments historiques au titre d'objet.
Ces fonts baptismaux de section circulaire et moulurés sont parcourus sur toute leur circonférence, à mi-hauteur, par une guirlande torsadée de tige à volutes.